# Нагольчик
Наго́льчик — річка в Україні, права притока річки Нагольна. Басейн Азовського моря. Довжина 28 км. Площа водозбірного басейну 138 км². Похил 6,8 м/км. Долина вузька, завширшки 0,5—1,5 км. Заплава на значному просторі відсутня. Річище звивисте, шириною 0,6—6,5 м. Використовується на зрошення, побутове водопостачання.
Бере початок на південних схилах Нагольного кряжу біля міста Антрацит. Тече територією Антрацитівського району Луганської області. Є водосховище і ставки.